# 中国工农红军第十六军
中国工农红军第十六军，简称红十六军，是中国工农红军红三军团主力部队之一。
1930年7月，由湘鄂赣苏区的红军和平江、修水、铜鼓等地的工农地方武装根据中共中央军委的命令改编成红十六军，属红三军团，军长胡一鸣（后孔荷宠代）、政治委员黄志竞（后于兆龙代）、参谋长余发明、政治部主任吴天骥。下辖第七师：师长邹之漠、政治委员李楚屏；第九师师长俞庚、政治委员高咏生。
1933年6月，红一方面军进行整编，取消了军一级编制，红十六军番号随之取消，原部队缩编为红十六师：师长高咏生、政治委员温锦惠，属红六军团编制。